# Dwyane Wade
Dwyane Tyrone Wade Jr. (* 17. Januar 1982 in Chicago, Illinois) ist ein ehemaliger US-amerikanischer Basketballspieler, der von 2003 bis 2019 in der NBA aktiv war, 14 Jahre davon bei den Miami Heat, von denen er auch gedraftet wurde. Mit den Heat gewann Wade unter anderem dreimal die NBA-Meisterschaft, einmal den Finals MVP Award, und wurde 13-mal ins All-Star-Team gewählt. Nach zwei kurzen Stationen bei den Cleveland Cavaliers und Chicago Bulls wechselte Wade 2018 unter großem Medieninteresse zurück zu den Heat, wo er die letzte Saison seiner Karriere spielte.
Wade ist erster auf der ewigen Rangliste der Heat in absolvierten Spielen, erzielten Punkten, Assists, Steals, und verwandelten Würfen. Er galt während seiner aktiven Zeit als einer der besten Spieler der NBA und wird heute zu den besten Shooting Guards aller Zeiten gezählt. 2023 wurde er in die Naismith Memorial Basketball Hall of Fame aufgenommen.

## Frühe Jahre und Privates
Wade wurde 1982 in einem Stadtteil von Chicago, der South Side, geboren. Seine Eltern heißen Dwyane Sr. and Jolinda Wade. Diese ließen sich kurz nach Wades Geburt scheiden. Wade wuchs daraufhin in Robbins bei seiner Stiefmutter und seinem Vater auf, welcher maßgeblichen Anteil daran hatte, dass Wade Basketballprofi wurde. Wades Vorbild in seiner Kindheit war der Basketballsuperstar Michael Jordan. 2002 heiratete Wade seine Freundin Siovaughn, trennte sich aber 2009 wieder von ihr. Aus der Beziehung stammen zwei Kinder. Seit Ende August 2014 ist er mit der Schauspielerin Gabrielle Union verheiratet.
Im Jahr 2020 zog er mit seiner Familie nach Los Angeles. Als Grund für die Entscheidung nannte er unter anderem, dass man seine Familie in Florida nicht akzeptieren würde, da seine Tochter transgeschlechtlich ist.

## Karriere

### High School
Wade besuchte die Harold L. Richards High School in Oak Lawn, Illinois, wo er für das Basketballteam spielte. In seinem Sophomore-Jahr bekam er dort kaum Spielzeit, während Demetris McDaniel, sein Stiefbruder, der Star des Teams war. In seinem Junior-Jahr bekam er erheblich mehr Spielzeit und erzielte 20,7 Punkte sowie 7,6 Rebounds pro Spiel. In der folgenden Saison erreichte Wade einen Schnitt von 27 Punkten und 11 Rebounds pro Spiel. Sein Team gewann 24 aus 29 Spielen und erreichte das Finale. Er stellte neue Schulrekorde für Punkte (676) und Steals (106) in einer Saison auf. Trotzdem bekam Wade nach seiner Highschool-Zeit nur Angebote von drei Colleges, der Marquette University, der Illinois State University und der DePaul University, was an seinem nicht optimalen Notendurchschnitt lag.

### College (2000 bis 2003)
Wade entschied sich, College-Basketball für die Marquette University in Milwaukee, Wisconsin zu spielen. In Wades Freshman-Jahr war es ihm aufgrund einer NCAA-Regel, die eine bestimmte Notenleistung voraussetzt, nicht erlaubt, mit dem Team zu spielen. Wade suchte deshalb Nachhilfe, um seine Noten zu verbessern und die Spielberechtigung zu bekommen. Nachdem ihm dies gelungen war, erhielt er die Spielberechtigung und in den Jahren 2001 und 2002 erzielte er einen Punkteschnitt von 17,8 Punkten pro Spiel. Damit führte er das Team an und war Ligaführender in Steals mit 2,47 pro Spiel. Marquette beendete diese Saison mit 25 gewonnenen und 7 verlorenen Spielen, was die Saison zur besten Marquettes seit der Saison 1993/94 machte. In der Saison 2002/03 steigerte Wade sich noch einmal und erzielte durchschnittlich 21,5 Punkte pro Spiel, Marquette gewann ihre erste und einzige Conference-USA-Meisterschaft mit 27 gewonnenen und 6 verlorenen Spielen. In dieser Saison führte Wade die Golden Eagles unter die Final Four, zum ersten Mal seit dem Gewinn der NCAA Division I Basketball Championship 1977. Nach der Saison wurde er von der Associated Press in das All-America First Team berufen, Wade war damit der erste Marquette-Basketballspieler seit 1978, dem dies gelang.

### NBA (2003–2019)

#### Erste Jahre und Gewinn der Meisterschaft (2003 bis 2006)
Im NBA-Draft 2003 wählten die Miami Heat Wade als 5. Pick aus. Er war damit der höchste Draftpick der Marquette University, der jemals im NBA-Draft gewählt wurde.
Seitdem spielte er für Miami. In seiner ersten Saison wurde er aufgrund seiner 16,2 Punkte, 4,5 Assists und 4 Rebounds pro Spiel zum drittbesten Rookie der Liga gewählt, vor ihm platzierten sich nur LeBron James und Carmelo Anthony. Nach einem langsamen Start mit nur fünf gewonnenen aus 20 Spielen konnten die Miami Heat die Saison mit 42 Siegen beenden und sich somit für die NBA Playoffs qualifizieren. In den Playoffs gelang es den Heat, sich in der ersten Runde in sieben Spielen gegen die New Orleans Hornets durchzusetzen, die Mannschaft scheiterte dann aber in der zweiten Runde in sechs Spielen an den Indiana Pacers.
Noch vor der Saison 2004/05 verstärkten sich die Miami Heat mit Shaquille O’Neal, einem der bekanntesten Center der NBA. Dies bedeutete eine immense Stärkung für Wades Team. Miami konnte sich in dieser Saison um 17 Siege verbessern und beendete sie mit 59 Siegen als bestes Team der Eastern Conference. In den ersten beiden Runden der NBA Playoffs konnte sich Miami ohne größere Probleme in jeweils vier Spielen gegen die New Jersey Nets und die Washington Wizards durchsetzen. In den Eastern Conference Finals musste das Team sich dann aber nach sieben Spielen den Detroit Pistons geschlagen geben.
Dank seiner Leistungen auf dem Feld avancierte Dwyane Wade zu einem der bekanntesten Spieler der NBA und wurde zum zweiten Mal in das All-Star-Team gewählt. Im Februar 2006 wurde er von den Fans zum All-Star-Game-Starter gewählt und für die „Playstation Skills Challenge“ am All-Star-Weekend nominiert, die er in einer Rekordzeit von 26,1 Sekunden gewann. Die reguläre Saison konnte er mit 27,2 Punkten, 6,7 Assists, 5,7 Rebounds und 1,95 Steals pro Spiel absolvieren.

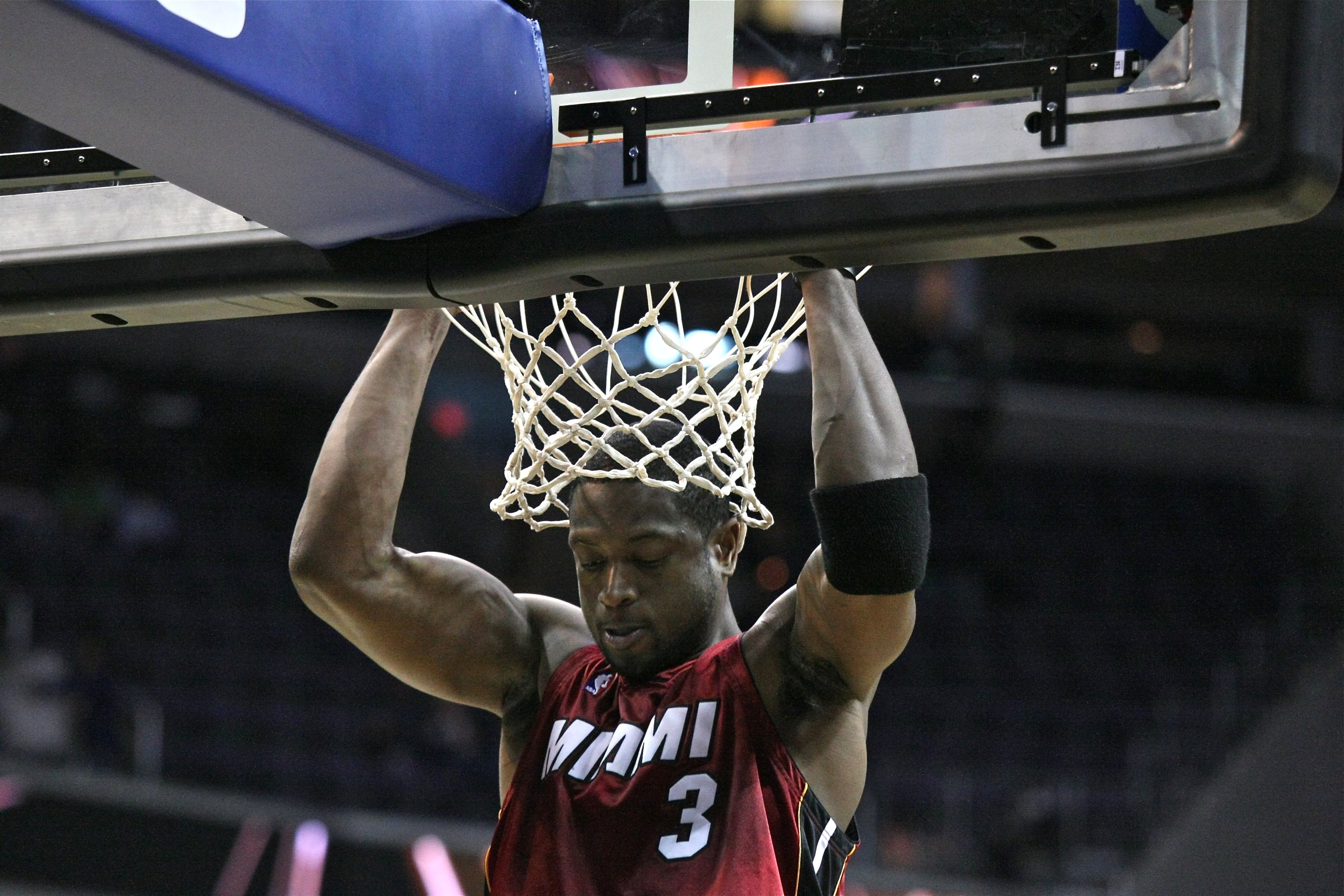
Dwyane Wade macht Klimmzüge am Korb
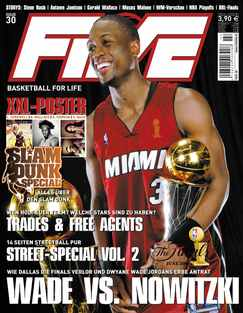
Wade auf dem Cover der Five

2006 konnten Dwyane Wade und sein Team sich im Gegensatz zum Vorjahr gegen die Detroit Pistons durchsetzen und in die NBA Finals einziehen, wo sie auf die Dallas Mavericks mit Dirk Nowitzki trafen. Die ersten beiden Spiele gingen an die Mavericks, danach gewannen jedoch die Miami Heat vier Spiele in Folge. Im dritten Spiel erzielte Dwyane Wade 42 Punkte und holte 13 Rebounds, im fünften Spiel setzte er nochmals mit 43 Punkten nach. Im sechsten und entscheidenden Spiel konnte Wade dank 36 Punkten ein weiteres Mal seine Klasse beweisen. Seine Leistungen wurden mit der NBA Finals MVP-Trophäe ausgezeichnet.

#### Verletzungsprobleme und mäßige Erfolge (2006 bis 2008)
Im Sommer 2006 verlängerte Wade seinen Vertrag um drei Jahre bei den Miami Heat. Zudem bekam er den vom amerikanischen Sportfernsehsender ESPN verliehenen „ESPY-Award“ als bester Spieler der NBA.
Wade musste in der Saison 2006/07 verletzungsbedingt 31 Spiele lang aussetzen. Im Februar 2007 wurde er von den Fans erneut zum All-Star-Game-Starter gewählt und verteidigte auch seinen Titel in der „Playstation Skills Challenge“ erfolgreich. Die Miami Heat schafften es trotz der Verletzungsprobleme Wades in die NBA Playoffs, in denen sie sich jedoch bereits in der ersten Runde in vier Spielen den Chicago Bulls geschlagen geben mussten. Aufgrund einer Doppeloperation an Knie und Schulter verpasste Wade die komplette Vorbereitung auf die NBA-Saison 2007/2008.

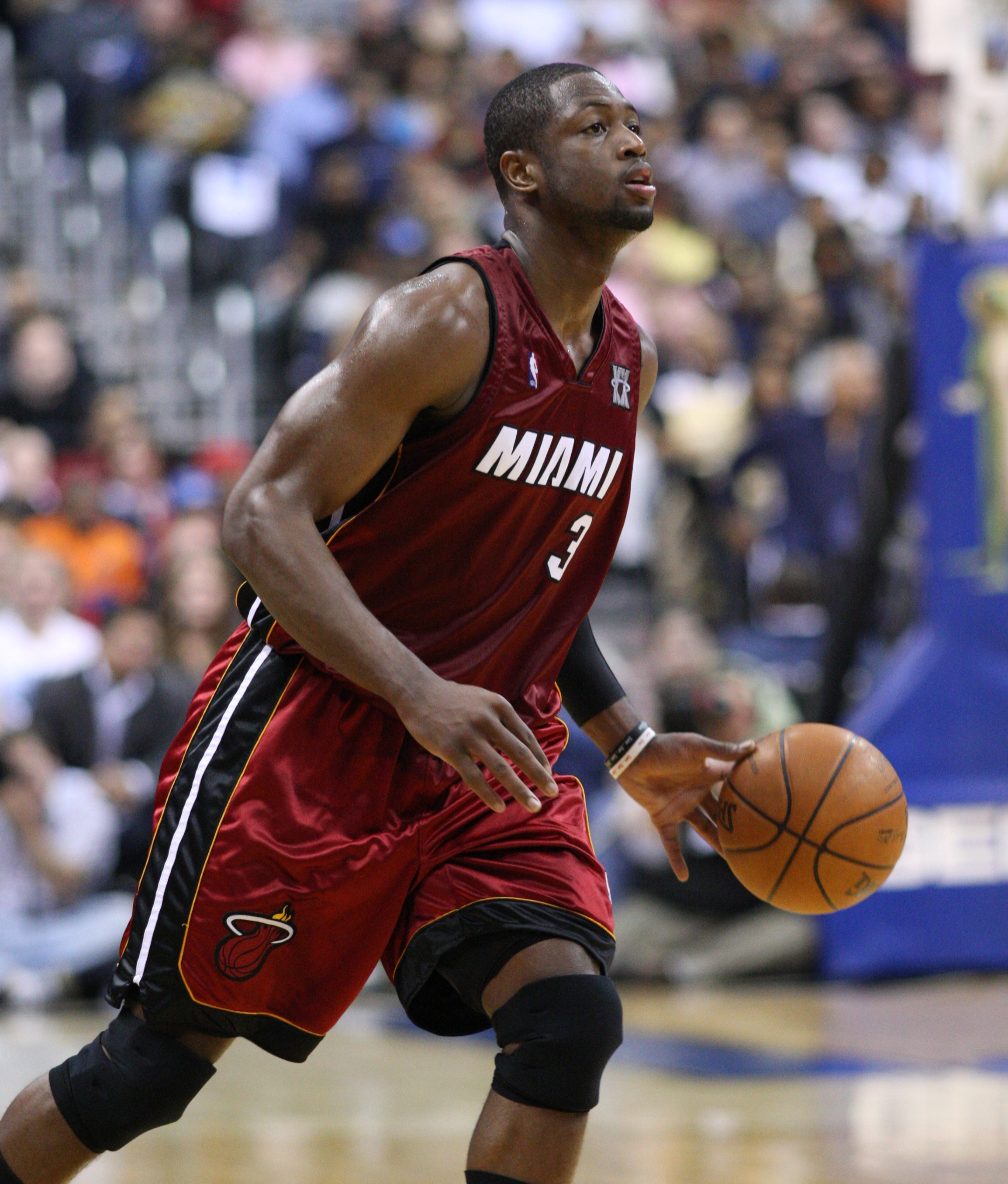
Dwyane Wade (2008)

Die schlechteste Saison in der Geschichte der Miami Heat hatte viel mit den Verletzungsproblemen von Dwyane Wade zu tun, der nach seiner langen Auszeit erst am 14. November 2007 wieder fit genug war, um an einem professionellen Basketballspiel der NBA teilnehmen zu können. Da er nach wie vor über Schmerzen klagte, beschloss er gemeinsam mit den Heat, die letzten 21 Spiele der Saison ebenfalls auszusetzen und sich einer Operation zu unterziehen, die ihn für die kommende Saison wieder fit machte.

#### Zeit nach Shaquille O’Neal (2008 bis 2010)
Bei wieder bester Gesundheit kam Dwyane Wade für diese Saison zurück in die Startaufstellung der Miami Heat. Dass er wieder genesen war, zeigte er am 22. Februar 2009 in einem Spiel gegen die Orlando Magic mit 50 Punkten, fünf Rebounds und fünf Assists. Er wurde am Ende der Saison mit einem Schnitt 30,2 Punkten pro Spiel der Topscorer der Liga.
In der Saison 2008/2009 wurde Dwyane Wade zu seinem sechsten All-Star Spiel gewählt, bei dem er dank 28 Punkten, 11 Assists, 6 Rebounds und 5 Steals zum MVP des Spiels gewählt wurde. Die Saison konnte er mit einem Schnitt von 26,6 Punkten, 6,5 Assists, 4,8 Rebounds, 1,8 Steals und 1,1 Blocks pro Spiel beenden. Mit 47 Siegen erreichte das Team die Playoffs, musste jedoch nach fünf Spielen gegen die Boston Celtics das Turnier wieder verlassen.

#### Die „Big Three“-Ära (2010–2014)

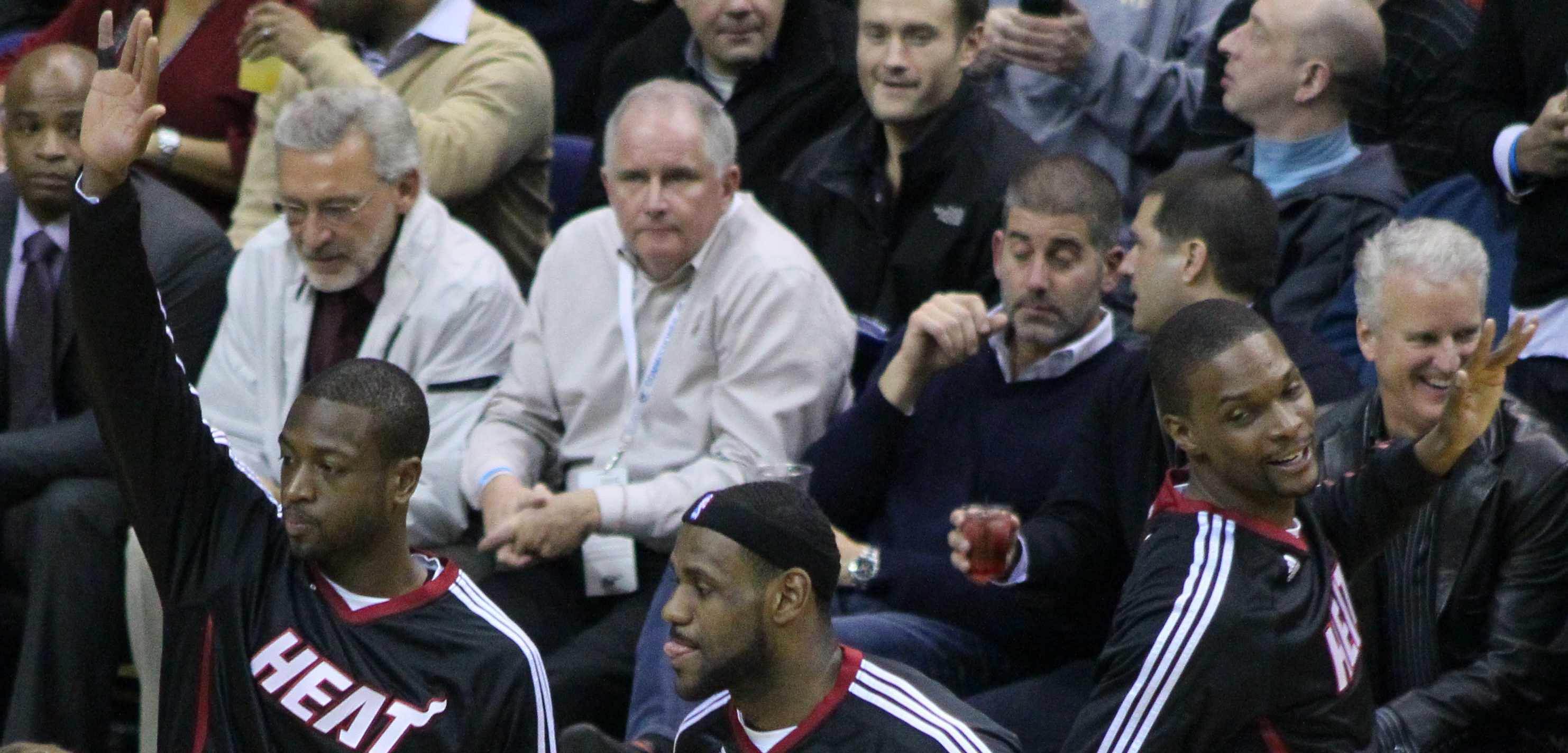
Die „Big Three“: Dwyane Wade (links), LeBron James und Chris Bosh (rechts), 2010.

Am 7. Juli 2010 verlängerte Dwyane Wade seinen Vertrag in Miami und das Team verstärkte sich zusätzlich mit LeBron James und Chris Bosh.
Am 27. März 2011 gelang es diesem Trio, dass jeder über 30 Punkte und zehn Rebounds erreichte. Dies war in der NBA seit 1961 nicht mehr vorgekommen. Die Heat erreichten in diesem Jahr die NBA Finals, verloren allerdings in sechs Spielen gegen die Dallas Mavericks. Wade beendete die sechs Spiele in den Finals mit durchschnittlich 26,5 Punkten, 7 Rebounds und 5,2 Assists pro Spiel. In den ganzen Playoffs konnte er durchschnittlich 24,5 Punkte, 7,1 Rebounds und 4,4 Assists erzielen.
Nachdem man in der Saison 2010/11 am Anfang schwächelte, startete man in die Spielzeit 2011/12 besser. Miami konnte die Saison mit 46 Siegen bei nur 20 Niederlagen beenden und man wurde Zweiter der Eastern Conference. In den Playoffs konnte Wade sich noch einmal steigern, er hatte nach der zweiten Runde 23,8 Punkte pro Spiel erzielt, während es in der regulären Saison nur für 22,1 gereicht hatte. Persönliches Highlight war das sechste und entscheidende Spiel gegen die Indiana Pacers, in welchem er 41 Punkte erzielte, wovon allein 26 aus der ersten Halbzeit waren. Diese 26 Punkte waren ein neuer Rekord für die meisten in der ersten Halbzeit erzielten Punkte in einem Playoff-Spiel für Wade. In den Conference Finals konnte sich Miami in sieben Spielen gegen die Boston Celtics und in den NBA Finals 2012 in fünf Spielen gegen den Oklahoma City Thunder durchsetzen. 2012/13 krönten sich Wade und Miami erneut zum NBA-Champion. Diesmal setzte man sich in den Finals gegen die San Antonio Spurs mit 4:3 durch. In der Folgesaison unterlag Miami den Spurs im Finale deutlich mit 1:4. Im Juli 2014 spekulierte Wade mit einem Wechsel zu einem anderen Team der NBA, verlängerte seinen Vertrag bei Miami jedoch später um zwei weitere Jahre.

#### Ende der „Big Three“ (2014–2016)
Die Ära der Big-Three wurde durch den Wechsel von LeBron James zu den Cleveland Cavaliers trotzdem beendet. Bosh dagegen blieb bei den Heat, jedoch konnte man ohne James nicht an frühere Erfolge anknüpfen. Zudem verhinderten Bosh gesundheitliche Probleme mehr Einsätze, so dass Wade das Team häufig allein führen musste. 2015 wurden die Playoffs verpasst. 2016 erreichte man mit einem gealterten Wade das Conference-Halbfinale der Playoffs.

#### Wechsel zu den Chicago Bulls (2016–2017)
Im Sommer 2016 entschied sich Wade, die Heat nach 13 Jahren zu verlassen und in seine Heimatstadt Chicago zu den Chicago Bulls zu wechseln. Er unterschrieb bei den Bulls einen mit 47 Millionen dotierten Zweijahresvertrag. Bei den Bulls spielte Wade an der Seite der All-Stars Jimmy Butler und Rajon Rondo, wo er die Shooting Guard-Position bekleidete. Wade erreichte mit den Bulls am Ende der Saison als Achtplatzierte die Playoffs, wo man in der ersten Runde gegen die Boston Celtics spielte. Im Rahmen eines Buyouts trennten sich die Bulls vor der Saison 2017/2018 von Wade, obwohl ihn sein Vertrag noch ein weiteres Jahr gebunden hätte.

#### Wechsel zu den Cleveland Cavaliers (2017)

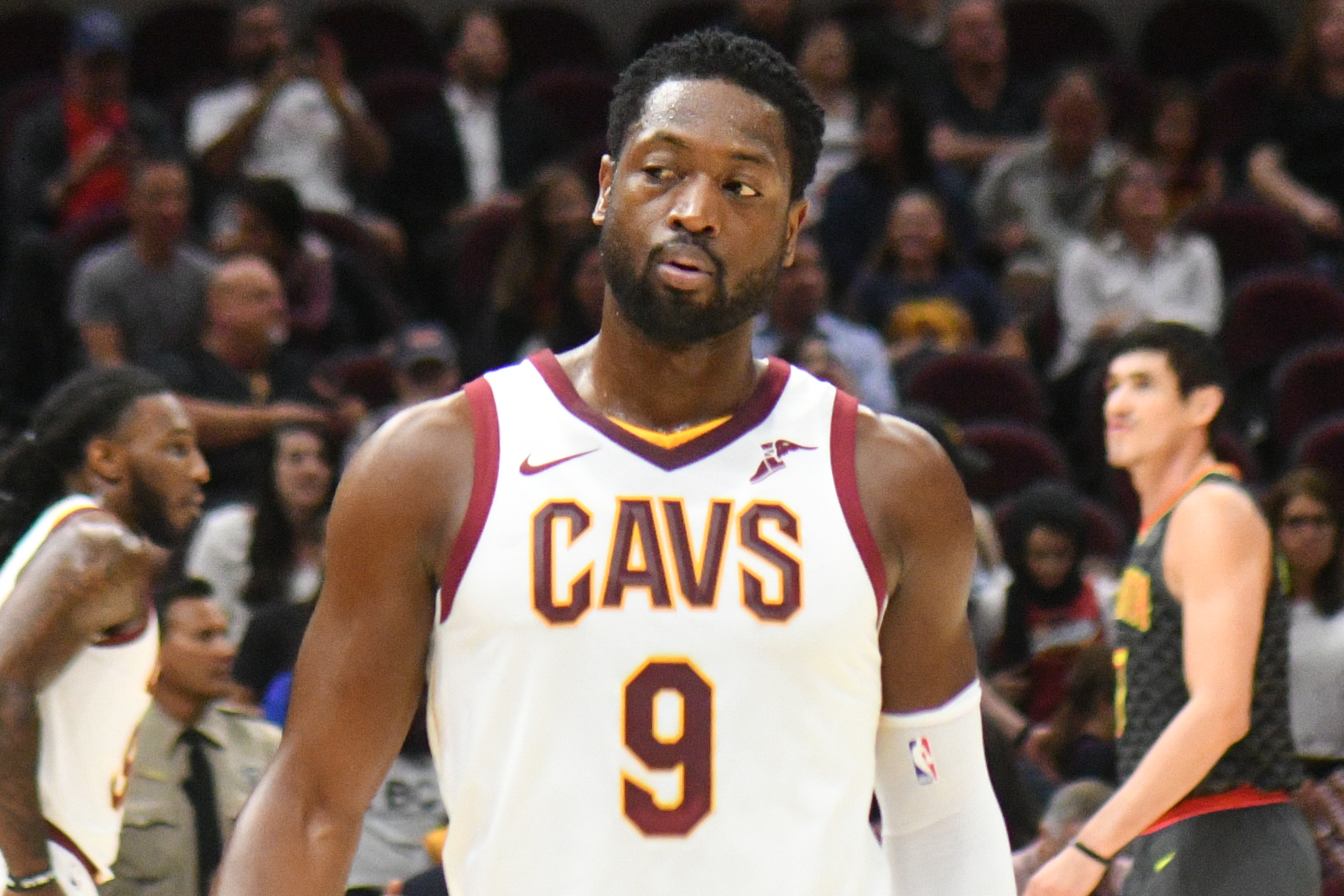
Wade bei den Cleveland Cavaliers (2017)

Am 28. September 2017 wurde Wades Wechsel von den Chicago Bulls zu den Cleveland Cavaliers bekannt. Hier trifft er auf seinen ehemaligen Mannschaftskollegen LeBron James. Wade unterschrieb einen mit 2,3 Millionen Dollar dotierten Einjahresvertrag.
Die Cleveland Cavaliers spielten mit ihrem mit Superstars gespickten Team einen starken Saisonauftakt. Mitte Dezember begann jedoch eine anhaltende Talfahrt mit sieben Niederlagen aus zehn Spielen, welche sie von Platz 1 in den freien Fall nach unten brachte. Als Ursache wurden von den Medien immer wieder interne Unstimmigkeiten vermutet. Unter dem Strich stand zur Saisonhälfte nur noch der dritte Platz in der Eastern Conference bei 31 Siegen aus 53 Spielen. Auch für Wade persönlich lief es bei den Cavaliers nicht mehr so gut. In durchschnittlich 22 Minuten pro Spiel gelangen ihm im Schnitt nur 11,2 Punkte, 3,9 Rebounds und 3,5 Assists, was allesamt bislang seine schlechtesten Karrierewerte darstellten. Am letzten Trade Day der Midseason kam es daher zu einem radikalen Umbruch in Cleveland, in dessen Folge Wade, Isaiah Thomas und Derrick Rose den Klub wechselten.

#### Rückkehr zu den Miami Heat (2018–2019)
Dwyane Wade unterschrieb am 8. Februar einen Einjahresvertrag bei seiner alten Liebe, den Miami Heat und feierte bereits am 10. Februar 2018 sein vielumjubeltes Comeback beim Sieg gegen die Milwaukee Bucks (91:85). Am 9. April 2019 wurde Wade vor seinem letzten Spiel in Miami verabschiedet.
Am 10. April 2019 beendete Wade nach der 94:113-Niederlage bei den Brooklyn Nets seine aktive Basketballkarriere. In seinem letzten Spiel gelang ihm dabei mit 25 Punkten, 11 Rebounds und 10 Assists ein Triple-Double.

### Nationalmannschaft (2004 bis 2008)
Bei den Olympischen Sommerspielen 2004 in Athen spielte Wade für die Nationalmannschaft der Vereinigten Staaten und gewann mit dem Team Bronze.
Bei der WM in Japan spielte Wade zusammen mit seinen NBA-Kollegen LeBron James, Dwight Howard und Carmelo Anthony für das US-Team, welches nach einer Niederlage gegen Griechenland im Halbfinale nur mit der Bronzemedaille heimfuhr, genauso wie bei den Olympischen Spielen 2004 in Athen.
2007 konnte Dwyane Wade aufgrund einer Doppeloperation an Knie und Schulter nicht für die amerikanische Basketballnationalmannschaft bei der „FIBA Americas Championship for Men 2007“ antreten. So verpasste Wade auch die komplette Vorbereitung auf die NBA-Saison 2007/2008. Nach Monaten der Rehabilitation und Genesung gewann er mit der US-amerikanischen Nationalmannschaft bei den Olympischen Sommerspielen 2008 in Peking die Goldmedaille und steuerte im Finale gegen Spanien 27 Punkte bei.

## Rekorde, Erfolge und Auszeichnungen
- Top-Scorer in der Saison 2008/2009
- 3× NBA Champion: 2006, 2012, 2013
- 1× NBA Finals MVP: 2006
- 8× All-NBA
  - First Team: 2009, 2010
  - Second Team: 2005, 2006, 2011
  - Third Team: 2007, 2012, 2013
- 2× NBA All-Defensive Second Team: 2005, 2010
- NBA All-Rookie First Team: 2004
- 13× NBA All-Star: 2005–2016, 2019
- 1× NBA All-Star Game MVP: 2010
- 2× NBA All-Star Weekend Skills Challenge Gewinner: 2006, 2007
- Sportawards: 2008 (Erster Platz)
- 2006 Sports Illustrated Sportler des Jahres
- NBA Community Assist Award: 2013
- Rekord für die meisten verwandelten Freiwürfe in einem Spiel der NBA Finals: 21 (aufgestellt gegen die Dallas Mavericks am 18. Juni 2006)
- NBA 75th Anniversary Team

## Karrierestatistiken
| Saison       | Team      | Sp    | PpS    | RpS   | ApS   | BpS | SpS   | FG%    | FT%    | 3P%    | MpS    | TOpS  |
| ------------ | --------- | ----- | ------ | ----- | ----- | --- | ----- | ------ | ------ | ------ | ------ | ----- |
| 2003/04      | Miami     | 61    | 16,2   | 4,0   | 4,5   | 0,6 | 1,4   | 46,5 % | 74,7 % | 30,2 % | 34,9   | 3,21  |
| 2004/05      | Miami     | 77    | 24,1   | 5,2   | 6,8   | 1,1 | 1,6   | 47,8 % | 76,2 % | 28,9 % | 38,6   | 4,17  |
| 2005/06      | Miami     | 75    | 27,2   | 5,7   | 6,7   | 0,8 | 2,0   | 49,5 % | 78,3 % | 17,1 % | 38,6   | 3,57  |
| 2006/07      | Miami     | 51    | 27,4   | 4,7   | 7,5   | 1,2 | 2,1   | 49,1 % | 80,7 % | 26,6 % | 37,9   | 4,24  |
| 2007/08      | Miami     | 51    | 24,6   | 4,2   | 6,9   | 0,7 | 1,7   | 46,9 % | 75,8 % | 28,6 % | 38,3   | 4,39  |
| 2008/09      | Miami     | 79    | 30,2   | 5,0   | 7,5   | 1,3 | 2,2   | 49,1 % | 76,5 % | 31,7 % | 38,6   | 3,44  |
| 2009/10      | Miami     | 77    | 26,6   | 4,8   | 6,5   | 1,1 | 1,8   | 47,6 % | 76,1 % | 30 %   | 36,3   | 3,27  |
| 2010/11      | Miami     | 76    | 25,5   | 6,4   | 4,6   | 1,1 | 1,5   | 50 %   | 75,8 % | 30,6 % | 37,1   | 3,12  |
| 2011/12      | Miami     | 49    | 22,1   | 4,8   | 4,6   | 1,3 | 1,7   | 49,7 % | 79,1 % | 26,8 % | 33,2   | 2,6   |
| 2012/13      | Miami     | 69    | 21,2   | 5,0   | 5,1   | 0,8 | 1,9   | 52,1 % | 72,5 % | 28,8 % | 34,7   | 2,8   |
| 2013/14      | Miami     | 54    | 19,0   | 4,5   | 4,7   | 0,5 | 1,5   | 54,5 % | 73,3 % | 28,1 % | 32,9   | 3,0   |
| 2014/15      | Miami     | 62    | 21,5   | 3,5   | 4,8   | 0,3 | 1,2   | 47,0 % | 76,6 % | 28,4 % | 31,8   | 3,4   |
| 2015/16      | Miami     | 74    | 19,0   | 4,1   | 4,6   | 0,6 | 1,1   | 45,6 % | 79,3 % | 15,9 % | 30,5   | 2,7   |
| 2016/17      | Chicago   | 60    | 18,3   | 3,8   | 4,5   | 0,7 | 1,4   | 43,4 % | 79,4 % | 31,0 % | 29,9   | 2,3   |
| 2017/18      | Cleveland | 46    | 11,2   | 3,9   | 3,5   | 0,7 | 0,9   | 45,5 % | 70,1 % | 32,9 % | 23,2   | 2,0   |
| 2017/18      | Miami     | 21    | 12,0   | 3,4   | 3,1   | 0,7 | 0,9   | 40,9 % | 74,5 % | 22,0 % | 22,2   | 2,3   |
| 2018/19      | Miami     | 72    | 15,0   | 4,0   | 4,2   | 0,5 | 0,8   | 43,3 % | 70,8 % | 33,0 % | 26,2   | 2,3   |
| Durchschnitt | –         | –     | 22,0   | 4,7   | 5,4   | 0,8 | 1,5   | 48,0 % | 76,5 % | 29,3 % | 33,9   | 3,2   |
| Total        | –         | 1.054 | 23.165 | 4.933 | 5.701 | 885 | 1.620 | –      | –      | –      | 35.773 | 3.326 |

## Sonstiges
Wade spendet häufig, wie etwa um Weihnachten 2008, als er einer Familie, deren Haus abgebrannt war, ein neues Haus schenkte oder am 11. September 2009, als er einer Bibliothek 25.000 US-Dollar spendete, damit diese erhalten blieb.
Nach seinem Karriereende wurde Wade 2021 Miteigentümer der NBA-Franchise Utah Jazz.